# Leuchtturm am Kap Mesurado
Leuchtturm am Kap Mesurado war ein im ersten Drittel des 19. Jahrhunderts errichteter Leuchtturm an der westafrikanischen Atlantikküste in der Provinz Montserrado in Liberia.
Der Turm befand sich am Ort der Küstenbatterie Fort Norris und wurde auch zu militärischen Zwecken als Pulverturm genutzt.
Eine Postkartenansicht von 1912 zeigt den Leuchtturm und zwei dazugehörige kleine Gebäude.
Dieser Leuchtturm, wahrscheinlich schon der Ersatzbau, war ein zweigeschossiges massives Bauwerk mit achteckigem Grundriss, weiß getüncht, wahrscheinlich aus einheimischem Granitgestein errichtet. Der Turm verfügte über eine vorkragende rechteckige offene Plattform, die auch am Tage als Warte genutzt werden konnte. Im Zentrum der Plattform befand sich das in einem verglasten Gehäuse eingefügte Leuchtfeuer.

Weitere bekannte Leuchttürme der liberianischen Küste waren
- Cape Palmas Lighthouse (heutiger Turm aus den 1940er Jahren)
- Grand Bassa Point (ab 1906)
- Buchanan North Breakwater
- South Point (Greenville)

## Sonstiges
Die westliche Spitze des Kap Mesurado wurde mit dem Namen Mamba Point belegt, daher wird der Turm auch als Mamba Point notiert.